# Tantras
Tantras Sutras ("teares" ou "tecelagens") se referem a numerosas e variadas escrituras que pertencem a qualquer uma das várias tradições esotéricas enraizadas na filosofia do hinduísmo e do budismo. Os tantras são, no total, noventa e duas escrituras, em que sessenta e quatro são puramente Ābheda (literalmente, "sem diferenciação") ou Tantras do Xaivismo de Caxemira, dezoito são Bhedabheda (literalmente, "com diferenciação e sem diferenciação" ou monístico com dualístico), conhecidos como os Shiva Tantras. Os últimos dois (Rudra Tantras e Shiva Tantras) são usados pelos seguidores do Śaiva Siddhanta, e, portanto, às vezes chamados de Śaiva Siddhanta Tantras, ou Śaiva Siddhanta Āgamas.
O hinduísmo classifica os Tantras como Shrutis revelados pelo deus Xiva em forma de Svacchandanath, que criou cada tantra como uma combinação de suas cinco energias universais: cit shakti (energia da oniconsciência), ānanda śakti (energia da felicidade completa), īccha śakti (energia da vontade completa), jñāna śakti (energia do conhecimento completo) e kriya śakti (energia da ação). O Tantrika Parampara pode ser considerado paralelo ou entrelaçado com o Vaidika Parampara. Diz-se que Svacchandanath iluminou o universo, começando o Sat Yuga através da revelação desses tantras. Com o passar do tempo, enquanto os grandes mestres do tantra se escondiam para escapar do toque da crescente população mundana, esses ensinamentos foram perdidos durante o Kali Yuga. Como parte da graça de Xiva, Xiva tomou a forma de Śrikanthanatha no monte Kailasa, revelou esses tantras ao Durvasa Rishi, e então desapareceu no éter.
Segundo a tradição Nath, a lenda atribui a origem do tantra a Dattatreya, um yogi semi-mitológico e o autor presumido do Jivanmukta Gita ("Canção da alma liberada"). Matsyendranath é creditado com a autoria do Kaulajnana-nirnaya, um volumoso tantra do nono século que lida com assuntos místicos e mágicos, e ocupa uma importante posição na linhagem tântrica hindu, e também no budismo tibetano Vajrayana.
Os tantras budista e hindu, apesar de terem muitas similaridades vistos de fora, possuem, certamente, claras distinções. O tantra budista é sempre parte da escola de budismo Vajrayana. O tantra budista se espalhou do norte da Índia, principalmente ao Tibet. Também teve certa influência no budismo chinês e japonês (notavelmente, Shingon).
Em contradistinção ao ritual Vaidik, que é tradicionalmente realizado ao ar livre, sem ídolos nem emblemas, o ritual tântrico é geralmente associado a templos e ídolos. Os tantra-s são, principalmente, descrições e especificações para a construção e manutenção de templos, junto com os seus ídolos e linga-s -- um exemplo desse tipo de texto é o Ajita Mahaatantra. 
  
Outra função era a conservação, como segredos, dos textos, para uso da realeza, a fim de manter a autoridade nos rituais direcionados a deidades controladoras dos assuntos políticos -- um exemplo disso é o Saarada-tilaka Tantra.   